# Zenildo Lima da Silva
Zenildo Lima da Silva (ur. 14 października 1968 w Manaus) – brazylijski duchowny katolicki, biskup pomocniczy Manaus od 2023.

## Życiorys
Święcenia kapłańskie przyjął 4 sierpnia 1996  i został inkardynowany do archidiecezji Manaus. Pracował głównie jako duszpasterz parafialny oraz jako pracownik przy regionalnej konferencji biskupów regionu Norte 1. Był też m.in. dyrektorem instytutu teologiczno-pastoralnego (2006–2013) oraz rektorem seminarium w Manaus (od 2016).
27 września 2023 papież Franciszek mianował go biskupem pomocniczym archidiecezji Manaus oraz biskupem tytularnym Maraguia. Sakry udzielił mu 15 listopada 2023 kardynał Leonardo Ulrich Steiner.